# Коорді
Ко́орді (ест. Koordi küla) — село в Естонії, у міському самоврядуванні Пайде повіту Ярвамаа.

## Населення
Чисельність населення на 31 грудня 2011 року становила 23 особи.

## Географія
Поблизу населеного пункту проходить автошлях 15156 (Анна — Пеетрі — Гууксі).

## Історія
З 7 травня 1992 до 25 жовтня 2017 року село входило до складу волості Роосна-Алліку.